# Joe Davis (snookerspeler)

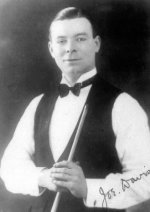
Joe Davis

Joe Davis (15 april 1901 - 10 juli 1978) was een Engels professioneel snookerspeler. Hij wordt beschouwd als de grondlegger van het moderne snooker en hij is een van de beste spelers in de geschiedenis.
Davis werd op zijn achttiende professioneel biljartspeler, maar al snel raakte hij geïnteresseerd in snooker. Hij was de drijfveer achter het eerste wereldkampioenschap in 1927. Tot en met 1946 (exclusief de oorlogsjaren) won hij vijftien keer op rij het wereldkampioenschap, waarna hij zich eruit terugtrok. Tot 1964 bleef hij professioneel spelen.
Davis was de eerste die een officieel erkende maximumbreak (147 punten in één beurt) maakte, in 1955.
Davis had een jongere broer Fred, die drie keer het wereldkampioenschap won. Beiden ontmoetten elkaar in de finale van het wereldkampioenschap van 1940; Joe won met 37-36. Davis is geen familie van de latere zesvoudig wereldkampioen Steve Davis.
Davis stierf in 1978, twee maanden nadat hij ineengezakt was tijdens een wedstrijd van zijn broer in het wereldkampioenschap van dat jaar.
Joe Davis · Walter Donaldson · Fred Davis · Horace Lindrum · John Pulman · John Spencer · Ray Reardon · Alex Higgins · Terry Griffiths · Cliff Thorburn · Steve Davis · Dennis Taylor · Joe Johnson · Stephen Hendry · John Parrott · Ken Doherty · John Higgins · Mark Williams · Ronnie O'Sullivan · Peter Ebdon · Shaun Murphy · Graeme Dott · Neil Robertson · Mark Selby · Stuart Bingham · Judd Trump · Luca Brecel · Kyren Wilson